# تاریخ مغول (کتاب)
تاریخ مغول کتابی نوشته عباس اقبال آشتیانی است که شامل تاریخ ایران از ابتدای حمله چنگیز (اوایل قرن هفتم) تا تأسیس دولت تیموری (نیمه دوم قرن نهم) است.
این کتاب در سال ۱۳۶۴ به زبان فارسی منتشر شده‌است.

## فصل‌های کتاب
این کتاب در نه فصل نوشته شده‌است:
فصل اول: جغرافیای تاریخی آسیای مرکزی و شرقی، طوایف ترک و مغول و مختصری دربارهٔ حکومت خوارزمشاهیان در شرق.
فصل دوم: ظهور چنگیز و چگونگی قدرت گرفتن و حمله او به شرق ایران و فروپاشی حکومت خوارزمشاهیان.
فصل سوم: تحلیل انگیزه چنگیز در یورش به ایران، آداب و رسوم مغولان و شرح برخی از کلمات و اصطلاحات آنان.
فصل چهارم تا پایان فصل هفتم: شرح رویدادهای تاریخی ایران در دوره ایلخانان.
فصل هشتم: ذکر حکومتهای محلی ایران در این دوره همچون مظفریان، چوپانیان، ملوک شبانکاره و جلایریان.
فصل نهم: بررسی اوضاع فرهنگی و اجتماعی ایران در دورة ایلخانان..

## هدف نویسنده از تألیف کتاب
مهم‌ترین هدف نویسنده، روشن ساختن روش علمی تاریخ‌نویسی و سعی در تألیف منطقی مسائل موضوع تاریخ ایران در عهد مغول بوده
در این کتاب از وقایع زندگی دیگر ملت‌ها که با ایران ارتباط داشته‌اند مطالبی ارائه شده.
این کتاب دارای تصاویر و نقشه‌هایی مربوط به موضوع‌های نوشته شده‌است.